# Amidazy

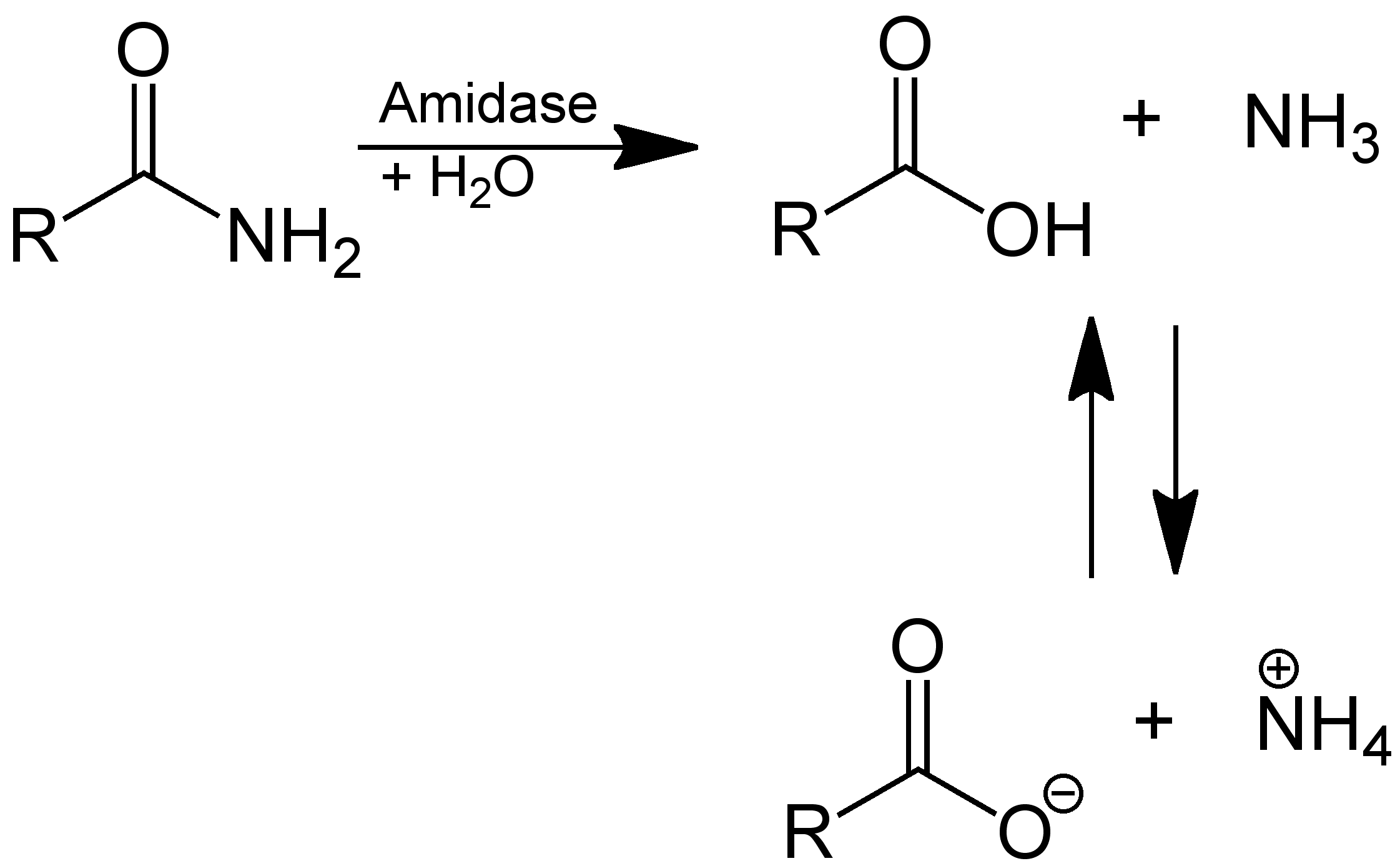
Schemat działania amidaz

Amidazy – grupa enzymów roślinnych i zwierzęcych, zaliczanych do hydrolaz, uczestniczących w metabolizmie białek. Katalizują odwracalne odszczepienie amoniaku lub mocznika od amidów.